# Cascada el Contadero
Cascada el Contadero är ett vattenfall i Mexiko.   Det ligger i delstaten Tamaulipas, i den centrala delen av landet, 400 km norr om huvudstaden Mexico City. Cascada el Contadero ligger 865 meter över havet.
Terrängen runt Cascada el Contadero är varierad. Runt Cascada el Contadero är det glesbefolkat, med 9 invånare per kvadratkilometer. Närmaste större samhälle är Ocampo, 19,4 km öster om Cascada el Contadero. I omgivningarna runt Cascada el Contadero växer huvudsakligen savannskog.